# Slittino ai XIX Giochi olimpici invernali
Ai XIX Giochi olimpici invernali di Salt Lake City (Stati Uniti), vennero assegnati tre titoli olimpici nello slittino. Le gare si disputarono a Park City sulla pista dello Utah Olympic Park.

## Risultati

### Singolo maschile
La pista era lunga 1.316 m, con un dislivello di 91 m e 17 curve. 
| Posizione | Nazione        | Atleta   | Tempo    |
| --------- | -------------- | -------- | -------- |
| 1         | Armin Zöggeler | Italia   | 2:57,941 |
| 2         | Georg Hackl    | Germania | 2:58,270 |
| 3         | Markus Prock   | Austria  | 2:58,283 |

### Singolo femminile
La pista era lunga 1.140 m, con un dislivello di 78 m e 12 curve.
| Posizione | Nazione              | Atleta   | Tempo    |
| --------- | -------------------- | -------- | -------- |
| 1         | Sylke Otto           | Germania | 2:52,464 |
| 2         | Barbara Niedernhuber | Germania | 2:52,785 |
| 3         | Silke Kraushaar      | Germania | 2:52,865 |

### Doppio
La pista era lunga 1.140 m, con un dislivello di 78 m e 12 curve.
| Posizione | Nazione     | Atleti                         | Tempo    |
| --------- | ----------- | ------------------------------ | -------- |
| 1         | Germania    | Patric Leitner Alexander Resch | 1:26,082 |
| 2         | Stati Uniti | Mark Grimmette Brian Martin    | 1:26,216 |
| 3         | Stati Uniti | Chris Thorpe Clay Ives         | 1:26,220 |

## Medagliere per nazioni
| Pos. | Paese       | Oro | Argento | Bronzo | Totale |
| ---- | ----------- | --- | ------- | ------ | ------ |
| 1    | Germania    | 2   | 2       | 1      | 5      |
| 2    | Italia      | 1   | 0       | 0      | 1      |
| 3    | Stati Uniti | 0   | 1       | 1      | 2      |
| 4    | Austria     | 0   | 0       | 1      | 1      |